# スティーヴ・マルレ
スティーヴ・マルレ（Steve Marlet, 1974年1月10日 - ）は、フランス共和国ピティヴィエ出身のサッカー選手。ポジションはFW。元サッカーフランス代表。
得点力こそそれほど高くないが、センターからサイドまでプレー可能で、戦術柔軟性に秀でていた。
1991年、レッドスターFC93でプロデビュー。1995-96シーズンに挙げたシーズン16得点がAJオセールの目に留まり、オセールへの移籍を果たした。その後オリンピック・リヨンに所属すると、2002年1月、フラムFCへクラブ史上最高額となる1150万ポンドで移籍。しかし大きな結果を残すことができず、2004年1月にオリンピック・マルセイユへとレンタルされた。マルセイユで1年半過ごした後、フラムとの契約を解除。再び国外のクラブVfLヴォルフスブルクに所属したが、リーグ通算1得点の不本意な結果に終わり、帰国した。2006-07シーズンはFCロリアンに所属。退団後は無所属となっていたが、2009年にFCMオーベルヴィリエへと入団している。2011年より古巣であるレッドスターFC93に移籍。
フランス代表には2000年11月15日に行われたトルコ戦でデビュー。以降、2度のコンフェデレーションズカップに出場し、連覇に貢献。EURO2004のメンバー入りも果たした。

## 所属クラブ
- レッドスターFC93 1991-1996
- AJオセール 1996-2000
- オリンピック・リヨン 2000-2001
- フラムFC 2002-2005

→  オリンピック・マルセイユ (loan) 2004-2005
- VfLヴォルフスブルク 2005-2006
- FCロリアン 2006-2007
- FCMオーベルヴィリエ 2009-2011
- レッドスターFC93 2011-2012